# Praia Viva
Praia Viva é o segundo livro de contos de Lygia Fagundes Telles, publicado no ano de 1943, pela Livraria Martins Editora, sob o nome de Lígia Fagundes. 

## Estrutura
São 10 contos, distribuídos em 136 páginas.  
- Táxi, cavalheiro?
- Praia Viva
- Há um grilo sob a janela
- Ponto número seis
- Delírio
- Além da estrada larga
- Flor de laranjeira
- O Avô
- Comício
- Paredes de Vidro

A obra tematiza primordialmente relacionamentos que não deram certo ou que estão esfacelados, além de apresentar um primeiro conto macabro (“Além da estrada larga”) e um primeiro com contornos políticos (“O comício”)

## Recepção
A crítica especializada não recebeu o livro com entusiasmo, apontando que a autora tinha qualidades que precisavam ser mais desenvolvidas. Também se faz crítica ao fato de Lygia ser mulher e escrever textos que, segundo a crítica, não seriam propícios às mulheres.